# سن بیرون
سن بیرون (به انگلیسی: Age Out) یا کودک جمعه فیلمی محصول سال ۲۰۱۸ و به کارگردانی ای. جی ادواردز است. در این فیلم بازیگرانی همچون تای شرایدن، ایموجن پوتس، کلب لندری جونز، جفری رایت و برت باتلر ایفای نقش کرده‌اند.